# Por amarte así
Por amarte así é uma telenovela argentina produzida por Endemol e exibida pela Telefe entre 14 de novembro de 2016 e 3 de fevereiro de 2017..
Tem Gabriel Corrado, Aylin Prandi, Brenda Asnicar, Gastón Soffritti, Catherine Fulop, Maite Zumelzú, Sergio Surraco e Héctor Bidonde nos papéis principais.

## Sinopse
Esta é a história de uma mulher que tomou uma das decisões mais difíceis em seu caminho. A partir desse momento, o simples fato de viver converterá sua vida em um eterno pesadelo. Não se pode lutar contra o que o destino já escreveu. A vida de cada um dos personagens dessa telenovela tomará outro rumo por inesperados acontecimentos. A fé e o amor serão os motivos que os manterão de pé para seguir adiante.
Francisco Olivetti (Gabriel Corrado) é um prestigiado advogado com uma ampla trajetória cheia de êxitos quando a vida o delega o mais desafiador de seus casos: defender uma mulher, Luz Quiroja (Aylin Prandi), que desconectou seu marido, doente terminal, dos aparelhos que o mantinha com vida. Javier (Nacho Gadano), cansado da dor e sem nenhuma esperança, é quem pede a sua esposa, como sua última vontade, que o desconecte, em um ato de amor infinito e incondicional. Luz, como esposa fiel e completamente apaixonada, acata ao pedido. Porém, essa decisão custará sua liberdade, assim como ser julgada pelas leis e pela sociedade, que ainda não se encontram preparadas para aceitar completamente a eutanásia.
Francisco, apesar de ser um advogado com dinheiro, fama e sucesso, tem uma vida vazia, já que seu casamento com Fátima Pellegrini (Catherine Fulop), com o passar dos anos, se deteriorou e se converteu em uma relação sem amor. Francisco aceita defender Luz, que está atrás das grades, pensando que irá encarar o mais desafiador caso de sua vida profissional, mas na realidade, será seu coração quem será desafiado.
Ao sair da cadeia, Luz tenta recuperar seu filho, Santiago (Facundo Gambandé), que vive baixo a tutela de sua cunhada, Malvina (Maite Zumelzú), quem a odeia por ter terminado com a vida de seu irmão. Malvina fará até o impossível para que Luz volte para a cadeia.
Mercedes Olivetti (Brenda Asnicar), a filha de Franscico e Fatima, é uma garota do bem e com valores. Francisco se sente orgulhoso dela, mas isso poderia mudar em uma fração de segundos depois que Mercedes, fugindo de seu namorado Joaquin (Sergio Surraco), que a droga com a intenção de cometer um estupro, atropela Manuel (Gastón Soffritti), futebolista profissional, que acaba de realizar o sonho de sua vida: ir jogar na Europa após ser contratado pelo clube Barcelona.
Em consequência do acidente, Manuel acaba em uma cadeira de rodas para sempre. A partir dai, sua vida será completamente diferente. Mercedes quer enfrentar o que fez e contar tudo a seu pai, mas Joaquin e Fatima a irão impedir, intimidando a jovem alegando que ela perderá o amor de Francisco. Mercedes, temerosa, se cala e vive atormentada, carregando a culpa do que aconteceu, sem saber que Manuel, o homem por qual ela se apaixona perdidamente, é a pessoa que ela atropelou e abandonou no meio da rua, ao fugir por conselho de Joaquin. A verdade será a grande ameaça para o amor de Mercedes e Manuel.
Fatima, que padece de bipolaridade, se sentirá ameaçada pela aproximação de Luz e Francisco. Ela não se resigna a perder seu marido, a quem mantem a seu lado a custas de manipulações. Tudo piora quando Fatima descobre que Luz é sua meia irmã, a filha que seu pai, Valerio (Hector Bidonde), teve com outra mulher e, por causa disso, a mãe de Roberta se matou, causando um trauma que ela jamais conseguiu superar.
Apesar de tudo, mesmo tendo o mundo inteiro contra, Francisco não irá se deter até devolver a liberdade a Luz, e a vida a seu próprio coração, lutando por dar a oportunidade de amar outra vez. Já Manuel e Mercedes demonstrarão, ao largo da história, que o ódio e o amor são parte da mesma balança, sem saber qual lado inclinará no final.

## Elenco
- Gabriel Corrado - Francisco Olivetti
- Aylin Prandi - Luz Quiroga de Ponce/Pellegrini
- Brenda Asnicar - Mercedes Olivetti
- Gastón Soffritti - Manuel Correa
- Catherine Fulop - Fátima Pellegrini de Olivetti
- Maite Zumelzú - Malvina Ponce
- Facundo Gambandé - Santiago Ponce
- Olivia Viggiano - Noel García
- Sergio Surraco - Joaquín Quintana
- Héctor Bidonde - Valerio Pellegrini
- Santiago Caamaño - Tiziano Fonseca
- Sergio Goycochea - Richard
- Esmeralda Mitre - Camila
- Nacho Gadano - Javier Ponce
- Marisa Bentacur - Mercedes Correa
- Lucas Corrado- Peter
- Nicolás Bouzas - Rodrigo
- Agustina Mindlin - Inés
- Carolina Casal - Rita
- Lula Ocampo- Violeta
- Santiago García Rosa - Benjamín
- Catarina Spinetta - Laura
- Valeria Degenaro - Lía
- Agustín Lecouna - Rodolfo
- Romina Giardina - Miriam
- Sol Jaite - Médica del psiquiátrico
- Diego Alonso - Gastón Núñez
- Gastón Ares - Médico de Santiago
- Andrés Gioane - Detective Cáceres
- Marcelo Arteaga - Sacerdote
- Victoria Bermúdez - Enfermera
- Clara Corrado - Mía
- Solange Risuleo - Guardia
- Naím Sibara - Pablo Suárez
- Luis Lezcano - Juez
- Laia Olivera - Fátima Pellegrini (niña)

## Produção
- As gravações da novela iniciaram em 24 de agosto de 2016 e foi concluída em 24 de janeiro de 2017.[5][6]
- No pacote de temas abordados estão a eutanásia,[7] a bipolaridade[8] e a esquizofrenia.[9]

## Prêmios e nominações
| Ano  | Premiação                    | Categoria      | Trabalho        | Resultado |
| ---- | ---------------------------- | -------------- | --------------- | --------- |
| 2017 | Kids Choice Awards Argentina | Atriz favorita | Brenda Asnicar  | Indicado  |
| 2017 | Prêmio Martín Fierro         | Ator favorito  | Gabriel Corrado | Indicado  |
| 2017 | Prêmio Martín Fierro         | Atriz favorita | Maite Zumelzú   | Venceu    |